# Saint-Doulchard
Saint-Doulchard là một xã thuộc tỉnh Cher trong vùng Centre-Val de Loire miền trung Pháp.

## Dân số
| 1962                                | 1968 | 1975 | 1982 | 1990 | 1999 | 2006 |
| ----------------------------------- | ---- | ---- | ---- | ---- | ---- | ---- |
| 4552                                | 5274 | 6609 | 7928 | 9149 | 9018 | 9020 |
| Từ năm 1962 Dân số không tính trùng |      |      |      |      |      |      |

## Twin town
- Darłowo, Ba Lan